# Campionat d'Espanya de clubs d'atletisme femení
La competició femenina del Campionat d'Espanya de Clubs d'atletisme s'inicià l'any 1966. L'actual dominador de la competició és el València Terra i Mar, hereu de la secció atlètica del València CF. Durant els anys seixanta i setanta destacaren l'At. San Sebastián i el CG Barcelonès, però l'arribada dels patrocinis amb inversions milionàries a l'atletisme porta al domini d'empreses com Tintoretto o Kelme entre d'altres durant els anys vuitanta.
El llistat de campions de la competició és el següent:

## Palmarès
| Any  | Campió                             |
| ---- | ---------------------------------- |
| 1966 | Atlético San Sebastian             |
| 1967 | Atlético San Sebastian             |
| 1968 | Atlético San Sebastian             |
| 1969 | U.D. Salamanca                     |
| 1970 | Atlético San Sebastian             |
| 1971 | Atlético San Sebastian             |
| 1972 | Atlético San Sebastian             |
| 1973 | Vallehermoso                       |
| 1974 | Vallehermoso                       |
| 1975 | Centre Gimnàstic Barcelonès        |
| 1976 | Centre Gimnàstic Barcelonès        |
| 1977 | Centre Gimnàstic Barcelonès        |
| 1978 | Atlético San Sebastian             |
| 1979 | Club Universitario de Madrid       |
| 1980 | Amira-Club Universitario de Madrid |
| 1981 | Amira                              |
| 1982 | Amira                              |
| 1983 | Amira                              |
| 1984 | Amira                              |
| 1985 | Tintoretto                         |
| 1986 | Tintoretto                         |
| 1987 | Tintoretto                         |
| 1988 | Kelme                              |
| 1989 | Kelme                              |
| 1990 | Kelme                              |
| 1991 | Kelme                              |
| 1992 | CA Blanco y Negro                  |
| 1993 | València Club de Futbol            |
| 1994 | València Club de Futbol            |
| 1995 | València C.A.                      |
| 1996 | València C.A.-Karhu                |
| 1997 | València C.A.-Karhu                |
| 1998 | CA València Terra i Mar            |
| 1999 | CA València Terra i Mar            |
| 2000 | CA València Terra i Mar            |
| 2001 | CA València Terra i Mar            |
| 2002 | CA València Terra i Mar            |
| 2003 | CA València Terra i Mar            |
| 2004 | CA València Terra i Mar            |
| 2005 | CA València Terra i Mar            |
| 2006 | CA València Terra i Mar            |
| 2007 | CA València Terra i Mar            |
| 2008 | CA València Terra i Mar            |
| 2009 | CA València Terra i Mar            |
| 2010 | CA València Terra i Mar            |
| 2011 | CA València Terra i Mar            |
| 2012 | CA València Terra i Mar            |
| 2013 | CA València Terra i Mar            |
| 2014 | CA València Terra i Mar            |
| 2015 | CA València Terra i Mar            |

## Títols per club
- 23 CA València Terra i Mar: 1993, 1994, 1995, 1996, 1997, 1998, 1999, 2000, 2001, 2002, 2003, 2004, 2005, 2006, 2007, 2008, 2009, 2010, 2011, 2012, 2013, 2014, 2015.[1]
- 13 Club Universitario de Madrid: 1979, 1980, 1981, 1982, 1983, 1984, 1985, 1986, 1987, 1988, 1989, 1990, 1991.[2]
- 7 Atlético San Sebastian: 1966, 1967, 1968, 1970, 1971, 1972, 1978.
- 3 Club Gimnàstic Barcelonès: 1975, 1976, 1977.
- 2 Vallehermoso: 1973, 1974.
- 1 U.D. Salamanca: 1969.
- 1 CA Blanco y Negro: 1992.